# Lueddemannia pescatorei
Lueddemannia pescatorei är en orkidéart som först beskrevs av John Lindley, och fick sitt nu gällande namn av Jean Jules Linden och Heinrich Gustav Reichenbach. Lueddemannia pescatorei ingår i släktet Lueddemannia och familjen orkidéer. Inga underarter finns listade i Catalogue of Life.

## Bildgalleri

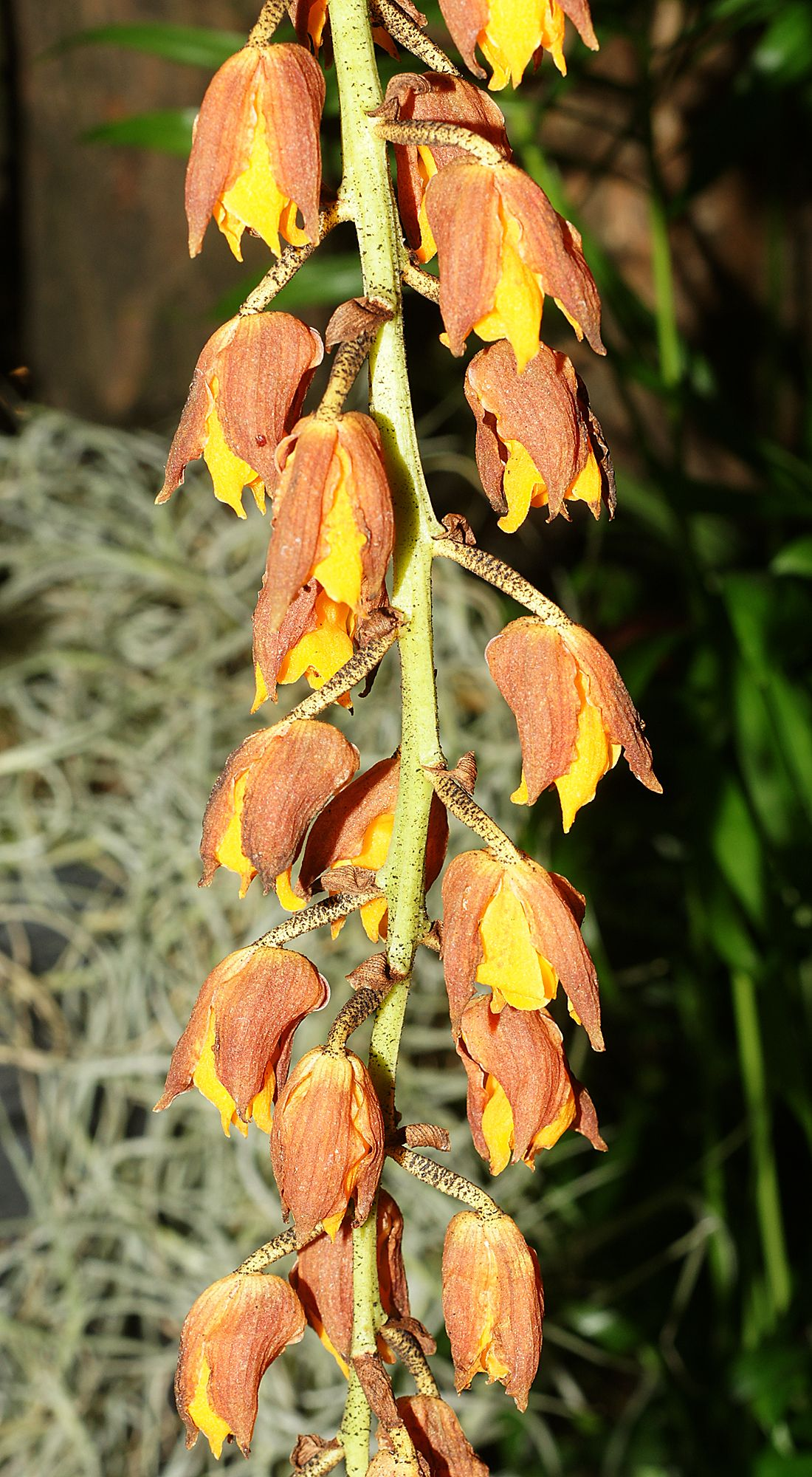